# Harlekijn (personage)

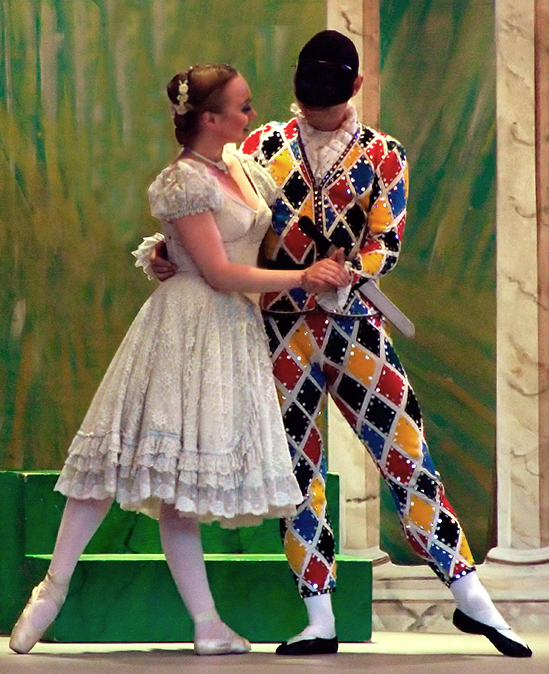
Harlekijn danst met zijn geliefde Colombina. Tivoli, Kopenhagen

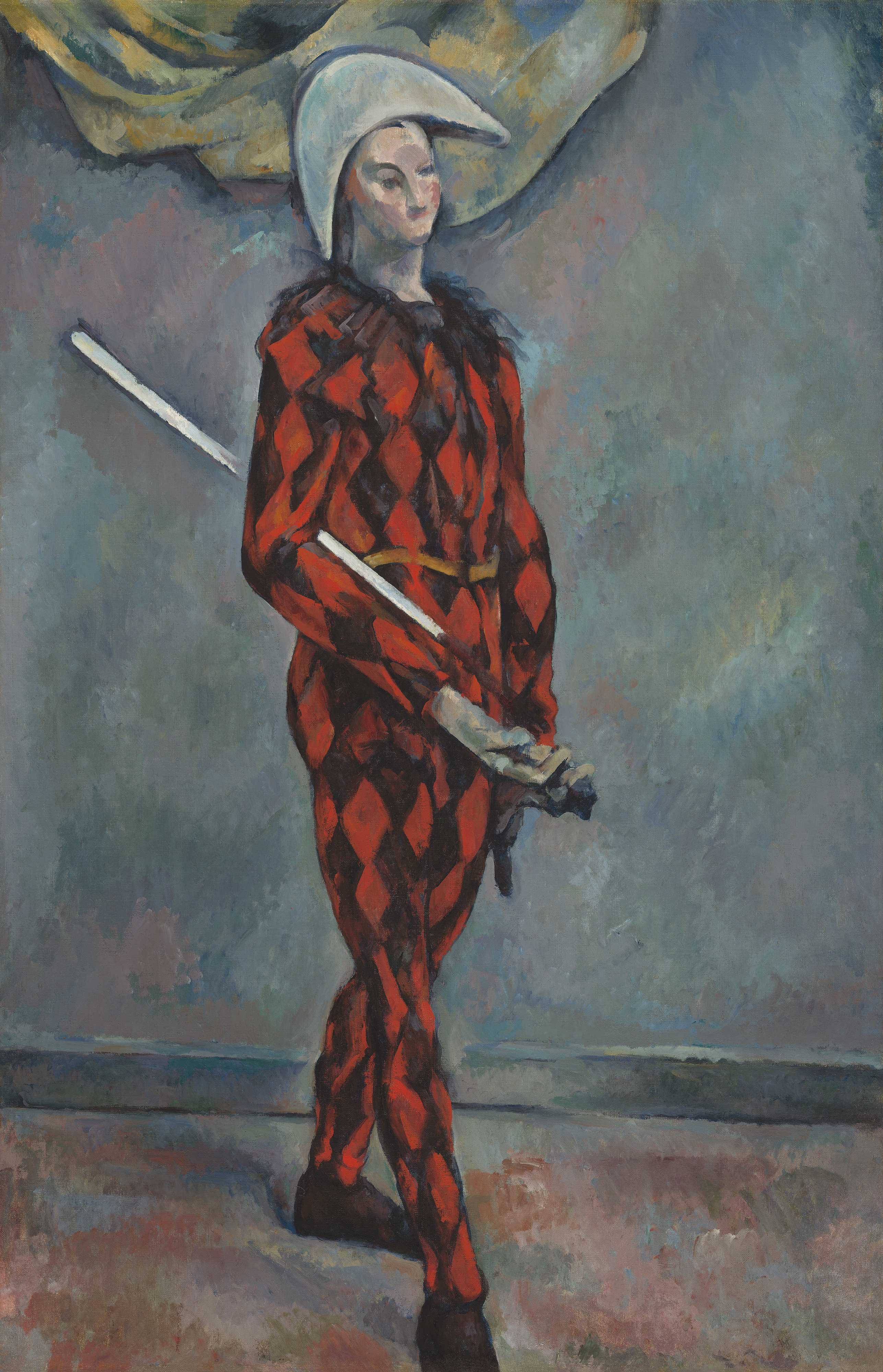
Paul Cézanne, Harlequin (1888-1890). National Gallery of Art, Washington, D.C.

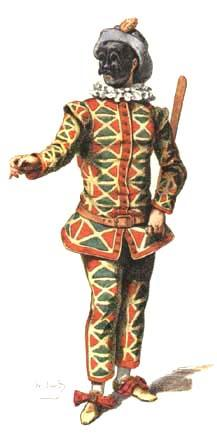
Harlekijn met halfmasker uit Frankrijk

Harlekijn (Italiaans: Arlecchino) is een personage uit de commedia dell'arte, een Italiaanse vorm van volkstoneel. De harlekijn was een voorloper van de hedendaagse clown. In het Nederlands wordt de komische harlekijn ook paljas genoemd, maar er zijn ook tragische harlekijnen.
In de commedia dell'arte is Harlekijn een acrobatische, ondeugende jonge man, een van de zanni (dienaars). Hij draagt een veelkleurig kostuum met ruitpatroon en een hoed. Hij verbergt zijn gezicht achter een zwart halfmasker. Ook draagt hij altijd een stok, de batocchio, als een zwaard aan zijn riem. Deze stok wordt hem regelmatig afgenomen om hem mee af te ranselen – de oorsprong van slapstick.
Harlekijn is verliefd op Colombina, die ook vaak een kostuum met ruitpatroon aan heeft, maar zich meestal weinig van hem aantrekt. Harlekijn kan onzichtbaar zijn voor andere personages. Wel kan hij interactie hebben met het publiek; hij geeft bijvoorbeeld satirisch commentaar op de gebeurtenissen op het toneel.

## Geschiedenis
Over de oorsprong van de naam Arlecchino bestaan veel verschillende theorieën. Volgens één theorie bijvoorbeeld stamt de naam af van het Latijnse Herculinus ("kleine Hercules"). Volgens een andere theorie is het een verbastering van de bijnaam Harlayquino voor een Italiaanse acteur die een zekere Hachille du Harlay als beschermheer had. Een derde theorie zoekt het in de Franse mythologische figuur Hellequin die 's nachts met een groep demonen te paard door de lucht reed (de Wilde Jacht), een figuur die weer Germaanse wortels had.
Harlekijn ontwikkelde zich van een wilde, duivelse booswicht in de middeleeuwen tot de ondeugende trickster van de commedia dell'arte in de renaissance. Tijdens de verlichting werd de irrationele, anarchistische, magische, duivelse Harlekijn verfoeid. Volgens bijvoorbeeld Johann Christoph Gottsched hoorden harlekijnen en andere narren niet thuis in het theater. In 1737 werd, onder leiding van de Duitse actrice Friederike Caroline Neuber, zelfs een harlekijnspop op het toneel verbrand om zo de narren met een symbolische daad uit het theater te verbannen.
Begin 18e eeuw werd hij de centrale figuur van de Harlequinade, een Engelse pantomimeversie van de commedia dell'arte. Meestal draaide de Harlequinade om het verliefde stel Harlequin en Columbine (Harlekijn en Colombina) dat achterna gezeten werd door Columbines vader Pantalone (of Pantaloon) en zijn dienaar Clown. Een van de bekendste Harlequinade-acteurs was Joseph Grimaldi, die de rol van Clown speelde. Grimaldi was zo'n succes dat Clown hierna de centrale figuur van de Harlequinade werd. In het victoriaanse tijdperk werd de Harlequinade gereduceerd tot een achtervolgingsscène tijdens de pantomimevoorstelling, en tegen het einde van de 19e eeuw was de Harlequinade helemaal verdwenen uit het pantomime.

## Harlekijnen in de kunst en populaire cultuur
Vandaag de dag is de harlekijn vooral bekend van het carnaval. Zo is hij bijvoorbeeld een van de centrale figuren van het Carnaval van Venetië en het carnaval van Binche in Henegouwen (België).
Harlekijnen werden geschilderd door onder meer Paul Cézanne en Pablo Picasso. In de opera Arlecchino oder die Fenster (1917) van Ferruccio Busoni speelt Harlekijn de hoofdrol. Opmerkelijk is dat hij hierin een spreekrol heeft en dus niet zingt. Het ballet Les Millions d'Arlequin (1900) van Marius Petipa met muziek van Riccardo Drigo is vooral bekend van de enscenering door George Balanchine in 1965 onder de naam Harlequinade.
Harley Quinn, een superschurk uit de fictieve wereld van Batman, is gebaseerd op de harlekijn. Het personage kleedt zich als een harlekijn, en haar naam is een woordspeling op "harlekijn". Ook het personage Harlequin Demon in Tim Burtons animatiefilm The Nightmare Before Christmas is gebaseerd op de harlekijn.
The Mysterious Mr. Quin, een verzameling korte verhalen van Agatha Christie, is vernoemd naar het personage Harley Quin dat in de korte verhalen voorkomt. Ook in Agatha Christies Poirot's Early Cases duikt een harlekijn op, in het korte verhaal "The Affair at the Victory Ball" is het moordslachtoffer verkleed als Harlekijn op een gekostumeerd bal.
In Nederland schreef A.C. Baantjer De Cock en de dode harlekijn. In het boek lossen De Cock en Vledder de moorden op van twee ex-gedetineerden die in de houding van een harlekijnentrekpop op de vloer worden gevonden.
De Nederlandse toneelprijs Arlecchino ontleent zijn naam aan de Italiaanse variant van Harlekijn.
Arlecchino · Brighella · Capitano · Colombina · Dottore · Isabella · Pantalone · Pulchinella · Scaramouche